# Formule van Camp
De formule van Camp is een klassieke, wiskundige berekening van de optimale bestelhoeveelheid. De formule is ontwikkeld in het begin van de twintigste eeuw. De formule wordt ook wel de Economic Order Quantity (EOQ)-formule genoemd.
Hoe vaker een product besteld wordt, des te hoger zullen de bestelkosten zijn. Echter, wie vaker bestelt hoeft minder voorraad aan te houden en heeft lagere voorraadkosten. De formule van Camp berekent de optimale verhouding tussen de bestelkosten en de voorraadkosten. Met enkele aanpassingen wordt de formule ook gebruikt voor het berekenen van optimale productieseries (batches).

## Elementen van de formule
{\displaystyle Q={\sqrt {\frac {2DF}{hP}}}}
De elementen in de Formule van Camp zijn:
- Q = seriegrootte (Quantity)
- D = de jaarvraag van het product (Demand)
- F = bestel-/omstelkosten (Fixed Costs)
- h = kosten van voorraadhouden als percentage van de prijs (ook wel α genoemd)
- P = prijs van het product (Price)(ook wel K genoemd)

## Afleiding
De afleiding van deze formule is als volgt: Het gaat erom de totale kosten van bestellen en voorraad houden op jaarbasis te minimaliseren. En wel uitsluitend die kosten die beïnvloed worden door de keuze van Q. Deze kosten zijn dus:
- de bestelkosten: de vaste kosten van het plaatsen van een order zijn F en we bestellen D/Q keer per jaar. Dus zijn de bestelkosten: F x D/Q
- de kosten van voorraad houden: de gemiddelde voorraad is Q/2, dus de voorraadkosten zijn: hP x Q/2.

Voor de totale kosten (TC) per jaar geldt dus: {\displaystyle TC={\frac {FD}{Q}}+{\frac {hPQ}{2}}}. 
In een grafiek weergegeven vormt deze kostenfunctie een parabool, (een dal-grafiek). Het punt waar deze kosten het laagst zijn (in de grafiek loopt de raaklijn aan de curve op dat punt horizontaal) vormt de optimale situatie. In de wiskunde kan dit punt berekend worden door de functie te differentiëren naar Q (de afgeleide bepalen) en het resultaat gelijk te stellen aan nul:
{\displaystyle {\frac {dTC(Q)}{dQ}}={\frac {d}{dQ}}\left({\frac {FD}{Q}}+{\frac {hPQ}{2}}\right)=0}
Het resultaat van deze vergelijking is: {\displaystyle -{\frac {FD}{Q^{2}}}+{\frac {hP}{2}}=0}
{\displaystyle \,\!2FD=hPQ^{2}}
{\displaystyle Q^{2}={\frac {2FD}{hP}}}
{\displaystyle Q={\sqrt {\frac {2FD}{hP}}}}

## Beperking
De formule is een vereenvoudiging van de werkelijkheid. Dit levert een belangrijke beperking op: verondersteld is dat de (kost)prijs van het product vast is. In de praktijk is vaak sprake van kwantumkortingen. Dit betekent dat de formule met meerdere kostprijzen moet worden doorgerekend.
Daarnaast rekent de formule met een constante vraag per jaar. Met een sterk seizoenspatroon is het aan te raden de formule te gebruiken met een aangepaste vraag.
Er zijn nog andere aspecten te noemen (Visser en Van Goor 2004).
- Een product is vaak onderdeel van een keten; dit effect wordt niet meegenomen in de formule.
- Een product heeft vaak een relatie met andere producten, bijvoorbeeld dezelfde leverancier.
- In bepaalde branches kan het aanhouden van veel voorraad de vraag vergroten.
- Een voorraad kan soms in waarde meestijgen groter dan of gelijk aan het rentepercentage van de voorraadkosten, bijvoorbeeld beplanting. De voorraad kan echter ook aanzienlijk in waarde afnemen. Dit gegeven moet zoveel mogelijk worden meegenomen in de voorraadkosten.
- Soms moet men producten afnemen in een minimale verpakkingshoeveelheid, die aanzienlijk kan afwijken van de optimale hoeveelheid.

## Berekenen productieseries
De formule kan ook gebruikt worden voor het berekenen van de optimale productieserie. In dit geval is geen sprake van bestelkosten, maar van in- of omstelkosten zoals:
- kosten van werkvoorbereiding;
- kosten van het instellen van een productiemachine of productielijn;
- aanloopverliezen;
- kosten van producttesten etc.
- De kosten van voorraad houden: zoals al vermeld, dienen alleen die kosten meegenomen te worden die door Q beïnvloed worden. Dit betreft meestal de rentekosten en de kosten van verzekering van de voorraad. De magazijnkosten (inrichting en personeel) zijn in de regel niet bepaald door Q.